# Brett Camerota
Brett Camerota (Salt Lake City, 9 de enero de 1985) es un deportista estadounidense que compitió en esquí en la modalidad de combinada nórdica. 
Participó en dos Juegos Olímpicos de Invierno, en los años 2006 y 2010, obteniendo una medalla de plata en Vancouver 2010, en la prueba por equipo (junto con Todd Lodwick, Johnny Spillane y Bill Demong).

## Palmarés internacional
| Juegos Olímpicos | Juegos Olímpicos   | Juegos Olímpicos | Juegos Olímpicos         |
| Año              | Lugar              | Medalla          | Prueba                   |
| ---------------- | ------------------ | ---------------- | ------------------------ |
| 2010             | Vancouver (Canadá) | Medalla de plata | TG + 4 × 5 km por equipo |